# Ctenotus burbidgei
Ctenotus burbidgei är en ödleart som beskrevs av  Storr 1975. Ctenotus burbidgei ingår i släktet Ctenotus och familjen skinkar. IUCN kategoriserar arten globalt som livskraftig. Inga underarter finns listade i Catalogue of Life.